# Gemeindeverwaltungsverband Oberes Schlichemtal
Der Gemeindeverwaltungsverband Oberes Schlichemtal ist ein Gemeindeverwaltungsverband im Zollernalbkreis in Baden-Württemberg.

## Geschichte
Die Ende der 1960er-Jahre angestoßene Gemeindereform in Baden-Württemberg beabsichtigte, durch eine Reduktion der 3379 Gemeinden auf rund 1111 die Kommunalverwaltung zu stärken und gleichwertige Lebensverhältnisse in allen Landesteilen zu gewährleisten. Neben der Eingemeindung (Auflösung der Gemeinde und Beitritt zu einer bestehenden oder neugegründeten Gemeinde) bestand die Möglichkeit des Zusammenschlusses in Form einer Vereinbarten Verwaltungsgemeinschaft oder eines Gemeindeverwaltungsverbandes.
Um die Selbstständigkeit der Gemeinden mit teilweise unter 400 Einwohnern zu erhalten und einer zwangsweisen Eingemeindung vorzubeugen, gründeten sieben Gemeinden im Oberen Schlichemtal gemeinsam mit der Stadt Schömberg 1971 den Gemeindeverwaltungsverband Oberes Schlichemtal.
Der Gemeindeverwaltungsverband ist eine rechtlich selbstständige Körperschaft des öffentlichen Rechts. Sitz des Verbands und der Geschäftsstelle ist Schömberg.

## Mitgliedsgemeinden
Zu den Mitgliedsgemeinden zählen eine Stadt und sieben Gemeinden im Oberen Schlichemtal.
- Dautmergen
- Dormettingen
- Dotternhausen
- Hausen am Tann
- Ratshausen
- Schömberg
- Weilen unter den Rinnen
- Zimmern unter der Burg

## Aufgaben
Kraft Satzung sind dem Gemeindeverwaltungsverband Aufgaben im Namen der Mitgliedsgemeinden nach deren Anweisungen (Erledigungsaufgaben) sowie Aufgaben in eigener Zuständigkeit (Erfüllungsaufgaben) übertragen.

### Erledigungsaufgaben (Auswahl)
- Personalsachbearbeitung der Mitgliedsgemeinden
- Vorbereitung von Gemeinderatssitzungen, Polizeiverordnungen und Satzungsentwürfen der Mitgliedsgemeinden (mit Ausnahme der Stadt Schömberg)
- Haushaltsplanung, Abgabewesen, Führung der Kassengeschäfte, Zuschusswesen (teilweise mit Ausnahme der Stadt Schömberg)
- Bodenordnungsmaßnahmen, Ausbau und Unterhaltung Gewässer zweiter Ordnung

### Erfüllungsaufgaben (Auswahl)
- vorbereitende Bauleitplanung, Geschäftsstelle des Gutachterausschusses
- Straßenbaulastträger für die Gemeindeverbindungsstraßen
- Schulträger der Werkrealschule Schömberg
- Gesellschafter der Sozialstation Oberes Schlichemtal-Rosenfeld gGmbH
- Förderung des Tourismus im Oberen Schlichemtal (z. B. durch den Schlichemwanderweg)
- Durchführung der Ferienspiele
- Unterstützung von Gemeindepartnerschaften (Partnerschaft mit der Region Val d'Oison in der Normandie in Frankreich)
- Abwasserbeseitigung und Träger einer Verbandskläranlage (nur für die Mitgliedsgemeinden Hausen am Tann, Ratshausen, Schömberg (ohne Ortsteil Schörzingen) und Weilen unter den Rinnen)

Über die satzungsmäßigen Aufgaben hinaus betreibt der Gemeindeverwaltungsverband das Hallenschwimmbad Schlichembad in Schömberg.

## Organe

### Verbandsversammlung
Hauptorgan des Verbands ist die Verbandsversammlung. Sie besteht aus den Bürgermeistern der Mitgliedsgemeinden sowie 13 weiteren Vertretern aus den Räten der Mitgliedsgemeinden, die sich wie folgt aufteilen:
- Schömberg: 5 Vertreter
- Dotternhausen: 2 Vertreter
- übrige Mitgliedsgemeinden: je 1 Vertreter

Diese Aufteilung soll den einwohnerstarken Mitgliedsgemeinden einen angemessenen Einfluss sichern und gleichzeitig verhindern, dass Entscheidungen ohne Einverständnis mindestens einer „kleinen“ Mitgliedsgemeinde getroffen werden können.

### Beschließende Ausschüsse
Für die Abwasserbeseitigung sowie die Schulträgerschaft ist jeweils ein beschließender Ausschuss eingerichtet.
Der beschließende Ausschuss für die Abwasserbeseitigung setzt sich aus dem Verbandsvorsitzenden und fünf weiteren gewählten Mitgliedern aus der Mitte der Verbandsversammlung zusammen. Er entscheidet im Rahmen seiner Zuständigkeit anstelle der Verbandsversammlung.
Dem beschließenden Ausschuss für die Schulträgerschaft obliegen im Rahmen seiner Zuständigkeit die Erfüllung der Schulträgeraufgaben der Werkrealschule Schömberg sowie die Entscheidungen für den gesamten Schulbezirk Oberes Schlichemtal. Neben dem Verbandsvorsitzenden sind zwölf weitere Vertreter (4 aus Schömberg, 2 aus Dotternhausen, je 1 aus den übrigen Gemeinden) Mitglieder dieses beschließenden Ausschusses. Die Stimmen der Stadt Schömberg und der Gemeinde Dotternhausen zählen doppelt.

### Verwaltungsrat
Als weiteres Organ ist der Verwaltungsrat gebildet. Er besteht aus den Bürgermeistern der Mitgliedsgemeinden. Der Verwaltungsrat koordiniert und priorisiert die Geschäfte der laufenden Verwaltung und ist darüber umfassend zu informieren.

### Verbandsvorsitzender
Die Verbandsversammlung wählt den Verbandsvorsitzenden auf die Dauer von drei Jahren. Seit 2010 ist es üblich, dass im Wechsel der Bürgermeister der Stadt Schömberg und ein hauptamtlicher Bürgermeister einer Mitgliedsgemeinde gewählt werden.
|           | Bürgermeister        | Mitgliedsgemeinde       |
| --------- | -------------------- | ----------------------- |
| 1973–2005 | Berthold Waizenegger | Schömberg               |
| 2005–2010 | Karl-Josef Sprenger  | Schömberg               |
| 2010–2013 | Monique Adrian       | Dotternhausen           |
| 2013–2016 | Karl-Josef Sprenger  | Schömberg               |
| 2016–2019 | Gerhard Reiner       | Weilen unter den Rinnen |
| 2019–2022 | Karl-Josef Sprenger  | Schömberg               |
| 2022–2025 | Anton Müller         | Dormettingen            |

## Verbandsverwaltung
Sitz der Verbandsverwaltung ist Schömberg. Seit Mai 2022 ist Dagmar Renz Verbandsgeschäftsführerin.